# کولیتسهایم
کولیتسهایم (به آلمانی: Kolitzheim) یک شهر در آلمان است که در بایرن واقع شده‌است.

## خصوصیات
کولیتسهایم ۵۹٫۰۲ کیلومترمربع مساحت دارد ۲۲۹ متر بالاتر از سطح دریا واقع شده‌است.